# Vela Peeva
(Katia Kusmova-Zografova)
Vela Peeva (Kameniza, 16 marzo 1922 – 3 maggio 1944) è stata una partigiana bulgara.
Sebbene uccisa dalle truppe naziste a soli 22 anni, ha lasciato segno indelebile nella lotta bulgara partigiana.
Fu inizialmente una brillante studentessa di matematica e scienze naturali. La passione per gli studi scientifici sarà però abbandonata a favore di un indirizzo classico, iscrivendosi più tardi a Sofia alla facoltà di Pedagogia.
Nel 1939 diventa membro dell'Unione Operaia Giovanile (RMS), frequentando anche le riunioni clandestine. Osteggia e critica con manifestazioni il fascismo bulgaro facendo appello soprattutto alle donne e distinguendosi per il suo temperamento fermo e tenace.
Nel 1943 entra in clandestinità con la sorella diciassettenne e si unisce ai partigiani bulgari. Cade nel maggio 1944. Un delatore conduce la polizia verso il luogo dove si era rifugiata dopo che la sua pattuglia era stata annientata.
Nel 1948 dalla fusione delle cittadine di Ladjene, Cepino e Kameniza è stata fondata una nuova città, Velingrad, in sua memoria, dove è ancora possibile oggi visitare la sua dimora.
| Controllo di autorità | VIAF (EN) 11121221 · ISNI (EN) 0000 0000 2034 918X · LCCN (EN) n79051676 |